# Juan de Miranda (alcalde mayor)
Juan de Miranda (Jerez, Corona de Castilla, Monarquía Hispánica c. 1620s - Santiago de Guatemala c. 1690s) fue un capitán de infantería reformado que ejerció el cargo de alcalde mayor de San Salvador, desde 1673 hasta el año de  1680 cuando fue destituido y procesado por la Real Audiencia de Guatemala por problemas con la real hacienda.

## Biografía
Juan de Miranda nació por la década de 1620s en la ciudad de Jerez, Corona de Castilla de la Monarquía Hispánica; tendría dos hijos llamados José y Francisco.
El 1 de mayo de 1641 se alistaría en el ejército de Extremadura, para enfrentar a las tropas portuguesas en la guerra de restauración; sirviendo ahí durante 28 años, en los que ostentó los rangos de sargento, Alférez vivo y reformado (a partir de 1668), y capitán de infantería; hasta el 10 de octubre de 1669, cuando decidió hacer uso de la licencia, que le concedió el maestre de campo Luis Ferrer de Próxita y Aragón Apiano (futuro conde de Almenara) el 14 de diciembre de 1668, para retornar a su casa.
El 12 de agosto de 1672 presentaría una relación de méritos ante el Consejo de Indias, en el que pedía al rey que se le hiciera merced de algún otro cargo en el continente americano. Posteriormente, el 4 de marzo de 1673 la reina Mariana de Austria, en su calidad de reina regente, lo designaría como alcalde mayor de San Salvador; por lo que el 29 de junio de ese año se embarcaría al continente americano en compañía de sus dos hijos, tomando posesión a fines de ese año.
Como alcalde mayor tuvo varios problemas con la real hacienda. Empezando en 1676 cuando se realizó un juicio sobre una porción de tinta de añil en poder de Juan de Acevedo (vecino de Guatemala) y perteneciente al alcalde mayor, para reintegrar al real erario una cantidad que Miranda adeudaba; luego el 30 de octubre de 1677 el rey Carlos II emitió una real cédula en la que le ordenaba que  cancelara 5339 pesos que adeudaba por no imponer la multa por el empleo de indígenas en obrajes de añil en las propiedades de Pedro Castañeda; más adelante, el 2 de octubre de 1679 se le inculpaba por no administrar justicia contra el alcalde ordinario de la ciudad de San Salvador (en 1678) capitán Gabriel de Artiga, a quien se le acusaba por desfalco y por intentar sobornar a un oidor de la Real Audiencia de Guatemala.
En el año de 1680, debido a todos los problemas que tuvo con la real hacienda, la real audiencia guatemalteca decidió destituirlo y llevarlo a juicio; más adelante, el 21 de septiembre de ese año, el monarca español emitió una real cédula para que la audiencia guatemalteca diése información sobre dicho proceso. Luego de lo cual no se sabe nada más acerca de él, probablemente se quedaría a vivir en la ciudad de Santiago de Guatemala donde fallecería por la década de 1690s.